# Губарев, Сергей Николаевич
Серге́й Никола́евич Гу́барев (род. 14 апреля 1955) — российский дипломат, китаевед. Чрезвычайный и полномочный посол (2020).

## Биография
Окончил Институт стран Азии и Африки при МГУ в 1979 году и Дипломатическую академию МИД СССР в 1991 году. Владеет китайским, английским и французским языками. Кандидат исторических наук (1990). Член-корреспондент Российской академии естественных наук по секции «Геополитика и безопасность» с 1996 года. На дипломатической работе с 1979 года.
В 1994—1997 годах — заместитель начальника отдела кризисных ситуаций Совета безопасности России.
В 2005—2009 годах — глава Представительства в Тайбэе Московско-Тайбэйской координационной комиссии по экономическому и культурному сотрудничеству (МТКК), неофициальный представитель России на Тайване.
С 19 апреля 2010 года — представитель России в работе Постоянного совещания по политическим вопросам в рамках переговорного процесса по Приднестровскому урегулированию, посол по особым поручениям МИД России.

## Классный чин и дипломатический ранг
- Государственный советник Российской Федерации 2 класса (24 июня 1996)[1]
- Чрезвычайный и полномочный посланник 2 класса (13 апреля 1999)[2]
- Чрезвычайный и полномочный посланник 1 класса (5 марта 2005)[3]
- Чрезвычайный и полномочный посол (8 июня 2020)[4]